# (32232) 2000 OU27
2000 OU27 (asteroide 32232) é um asteroide da cintura principal. Possui uma excentricidade de 0.13026100 e uma inclinação de 7.25545º.
Este asteroide foi descoberto no dia 23 de julho de 2000 por LINEAR em Socorro.